# Carmen Priami
Il Carmen Priami ("Carme di Priamo") è un anonimo carmen convivale di cui ci resta un unico verso, tramandato da Marco Terenzio Varrone nella sua opera De lingua latina. Il contenuto del poema, scritto in versi saturni, doveva riguardare il Ciclo Troiano e il mito delle origini di Roma, più tardi ampiamente sviluppato da Virgilio nell'Eneide.
L'analisi della lingua e dei contenuti permette di collocare l'autore nel III secolo a.C., come contemporaneo di Livio Andronico e Gneo Nevio, ma precedente a Ennio. Rispetto ad Ennio si nota, infatti, l'uso del verso saturnio, poi sostituito dall'esametro, e l'invocazione rivolta alle Camene, che furono da Ennio sostituite con le Muse di importazione greca. Anche il lessico, in particolare con l'uso del sabino cascus al posto del più latino vetus per antico, sembrerebbe ricondurre ad un'opera di età arcaica. Si potrebbe tuttavia trattare anche di un'opera successiva al periodo di Ennio, il cui autore avrebbe però voluto imitare lo stile originario della letteratura latina. A suggerire quest'interpretazione interviene la definizione di veteres per le Camene, che potrebbero apparire come un retaggio di una tradizione letteraria ormai superata.
Il testo del verso è il seguente:
La traduzione del verso, deconstestualizzato dal brano in cui si trovava, appare particolarmente controversa: alcuni interpretano come Voglio cantare antichi carmi, un fatto vetusto (dove Casmenas è metonimia per canto), altri come Voglio che le Camene antiche tramandino un fatto vetusto (dove Casmenas è soggetto di una proposizione infinitiva).